# أنديرس بيرغمان
أنديرس بيرغمان (بالسويدية: Anders Bergman)‏ هو لاعب هوكي الجليد سويدي، ولد في 6 أغسطس 1963 في السويد.

## وصلات خارجية
- أنديرس بيرغمان على موقع EliteProspects.com (الإنجليزية)
- أنديرس بيرغمان على موقع Eurohockey.com (الإنجليزية)
- أنديرس بيرغمان على موقع HockeyDB.com (الإنجليزية)
- أنديرس بيرغمان على موقع أوليمبيديا (الإنجليزية)
- أنديرس بيرغمان على موقع اللجنة الأولمبية السويدية (السويدية)